# John Kenedy Azis

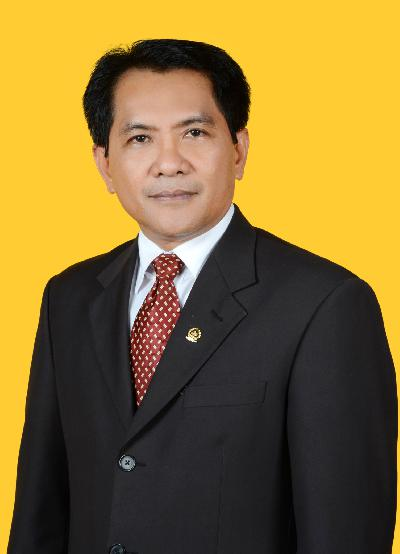
John Kenedy Azis (1. Oktober 2014)

Hāddsch John Kenedy Azis (* 6. Juni 1959 in Padang, Sumatra Barat, Sumatra) ist ein indonesischer Politiker der Partei der funktionalen Gruppen Golkar (Partai Golongan Karya), Finanzmanager und Rechtsanwalt, der seit 2014 Mitglied des Volksvertretungsrates der Republik Indonesien DPR-RI (Dewan Perwakilan Rakyat Republik Indonesia) ist.

## Leben

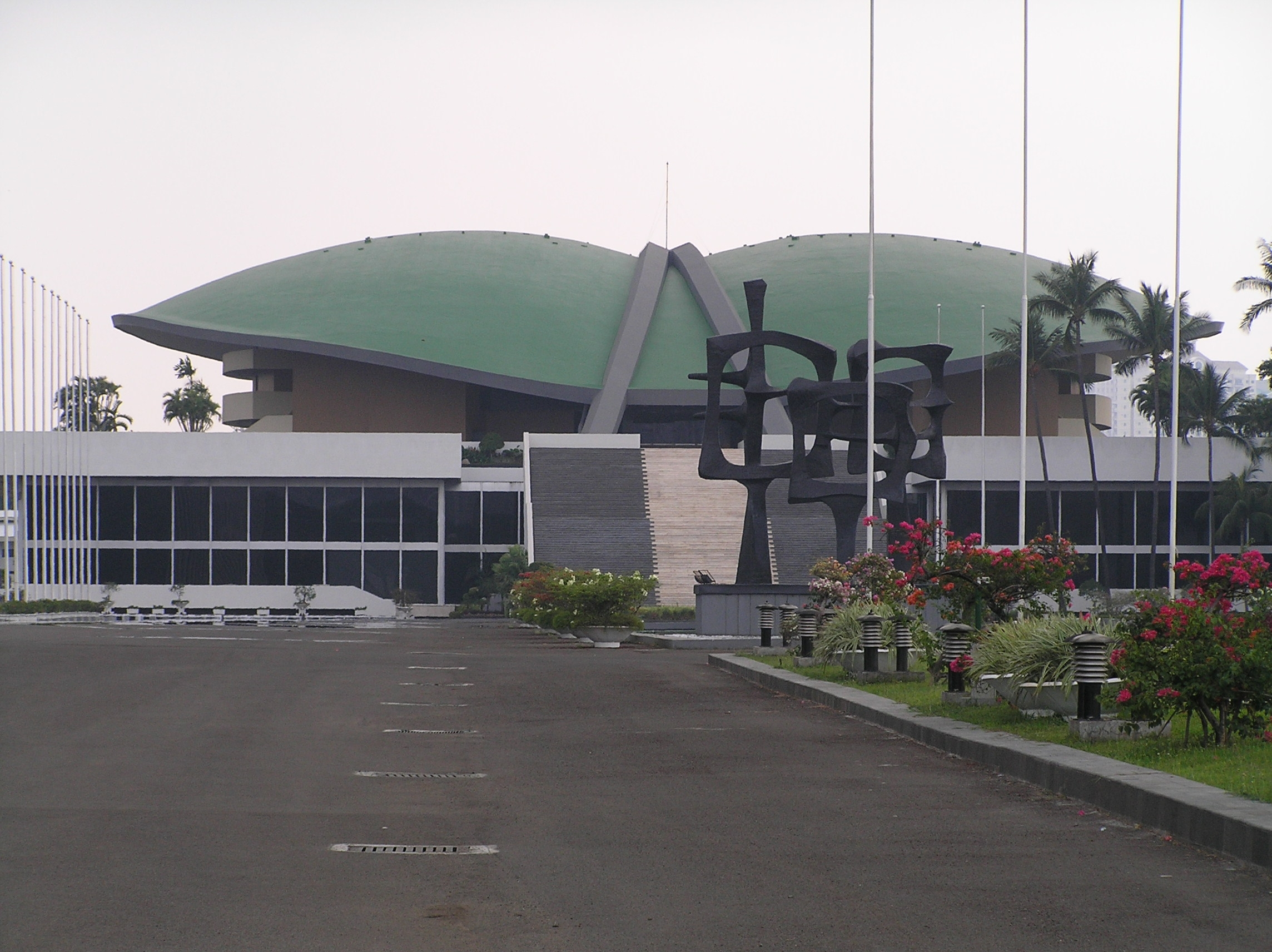
Das Gebäude des Volksvertretungsrates der Republik Indonesien, deren Mitglied er ist.

John Kenedy Azis besuchte von 1968 bis 1974 die Grundschule sowie zwischen 1974 und 1977 die Mittelschule in Sungai Geringging und danach von 1977 bis 1980 die Oberschule. Daraufhin begann er 1980 ein Studium der Rechtswissenschaften an der Universitas Katolik Parahyangan UNPAR in Bandung, welches er 1986 mit einem Bachelor of Laws beendete. Nachdem er zwischen 1989 und 1991 Marketingmanager bei der Aktiengesellschaft Perseroan Terbatas (PT Mahligai Putera Berkah) war, wurde er 1992 Mitarbeiter des Finanzdienstleistungsunternehmens PT Bank Bira. Er war in deren Filiale in  Bandung zwischen 1992 und 1994 zunächst Leiter der Personalabteilung sowie zugleich 1993 Leiter der Verwaltungsabteilung beziehungsweise in Personalunion zwischen 1993 und 1994 Leiter der Rechtsabteilung. 1994 wechselte er in die Zentrale der PT Bank Bira und war dort bis 1999 Leiter der Abteilung Kreditabwicklung. 1996 trat er als Rechtsanwalt in die Anwaltskanzlei Kantor Lucas, SH dan Partners ein und war bis 1999 Partner dieser Kanzlei. Daraufhin gründete er 1999 mit John Aziz dan Associate seine eigene Anwaltskanzlei, die er bis 2015 betrieb. Zugleich war er 2000 für einige Zeit angestellter Rechtsanwalt in der Anwaltskanzlei Ludwig Samsosir dan Associate.
Bei der Wahl am 9. April 2014 wurde Azis selbst im Wahlkreis SUMATERA BARAT II für die Partei der funktionalen Gruppen Golkar (Partai Golongan Karya) erstmals zum Mitglied des Volksvertretungsrates der Republik Indonesien gewählt und bei der Wahl am 17. April 2019 wiedergewählt. In der bis 2024 dauernden Legislaturperiode ist er Mitglied der gesetzgebenden Körperschaft (Badan Legislasi), ein ständiges Organ der DPR-RI, das für Vorbereitung, Entwurf, Fertigstellung und Ratifizierung von Gesetzesentwürfen zuständig ist. Er ist ferner seit 2019 stellvertretender Generalschatzmeister des Zentralvorstandes DPP (Dewan Pimpinan Pusat) der GOLKAR.
Aus seiner Ehe mit Nita Christanti Soffandi gingen drei Kinder hervor.